# Mlýnek na maso

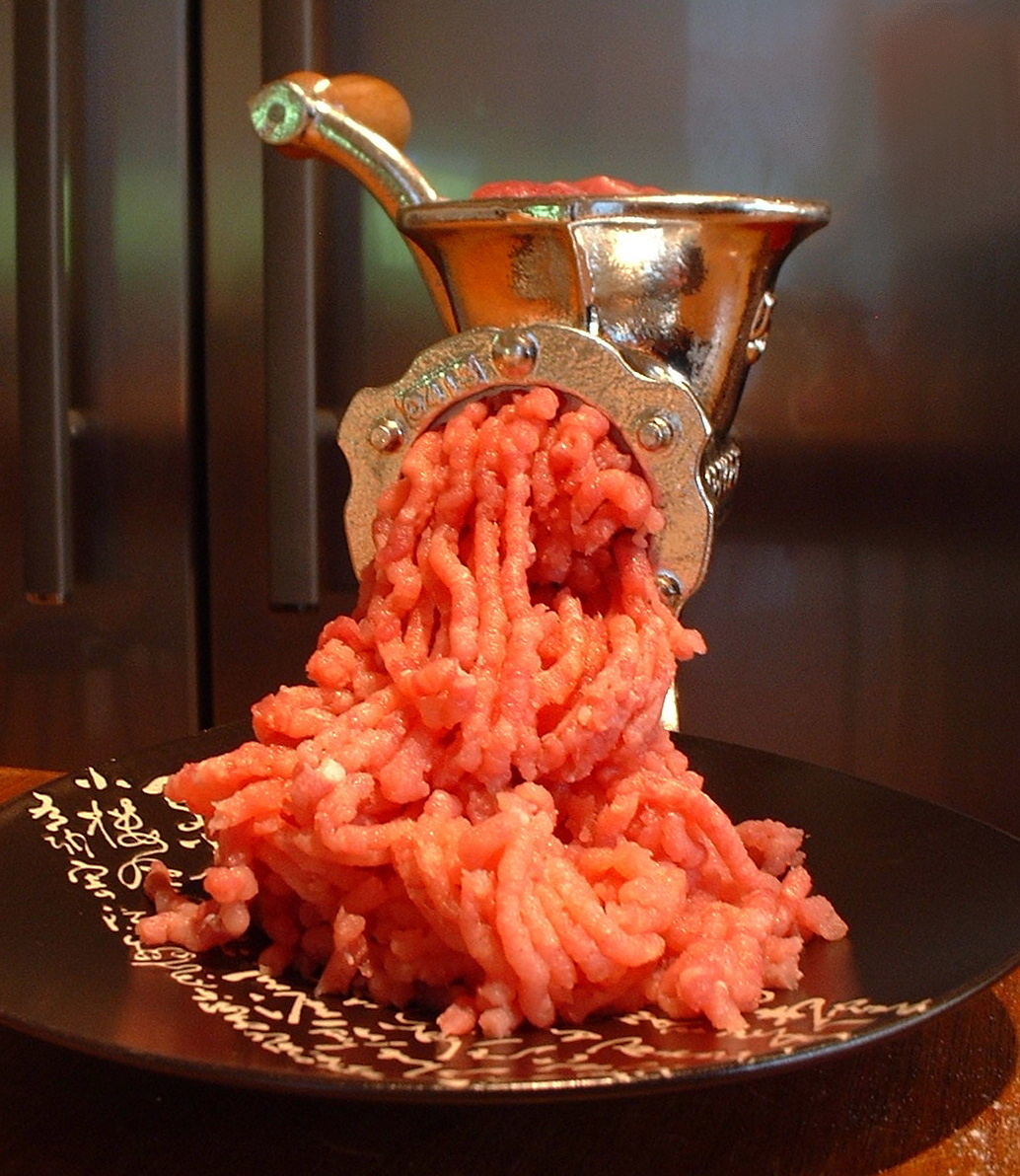
Ruční mlýnek na maso v činnosti

Mlýnek na maso nebo též „masomlýnek“ či „masořezačka“, je stroj používaný především k rozemletí masa. I když je mlýnek na maso určen především pro mletí masa, jeho použití je mnohem širší. Běžně se mlýnky používají např. i na mletí sýrů, zeleniny, máku a k přípravě strouhanky. Mlýnky na maso můžeme rozdělit do dvou základních skupin. Jsou to mlýnky s manuálním pohonem (ruční mlýnky) a mlýnky s elektrickým pohonem (elektrické mlýnky).

## Hlavní rozdíly mezi ručními aelektrickými mlýnky

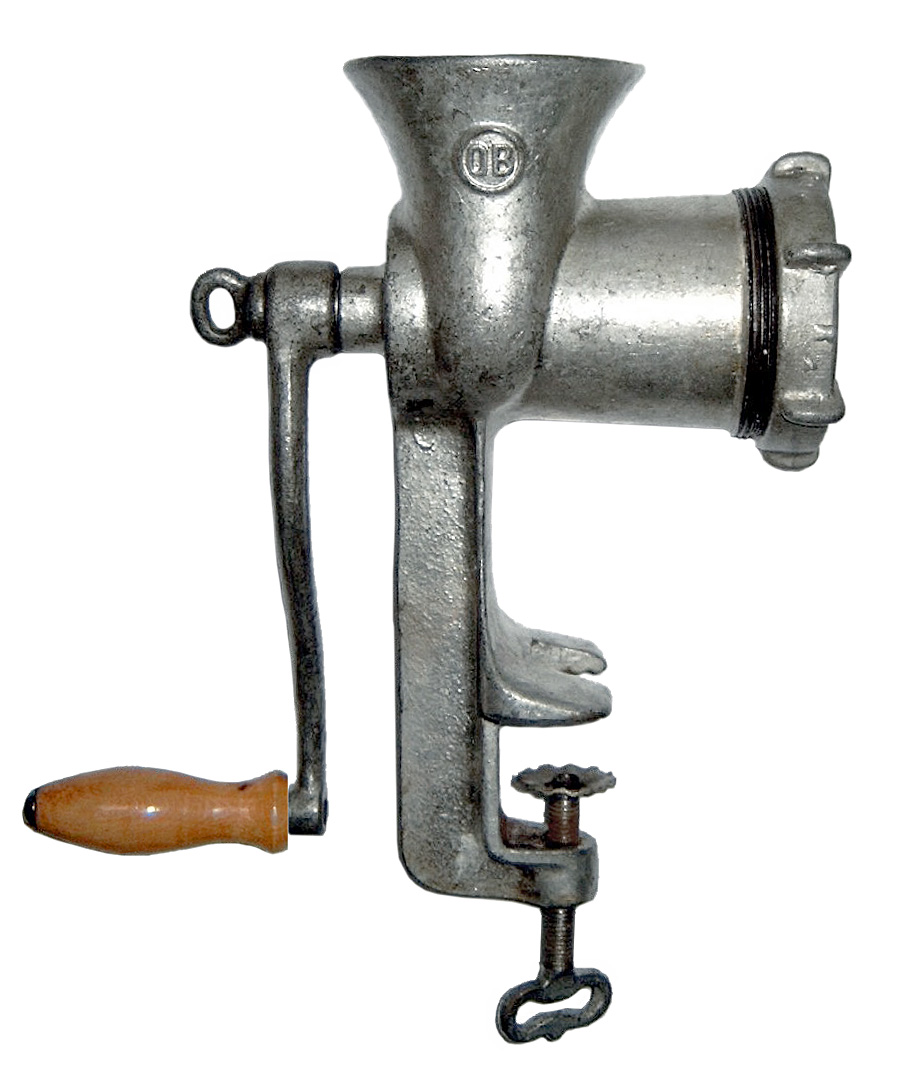
Ruční mlýnek na maso

Ruční mlýnky (mlýnky s manuálním pohonem):
- jsou malé,
- jsou laciné,
- nepotřebují elektřinu,
- dají se snadno rozebrat a vyčistit,
- za provozu musí být upevněny ke kuchyňské lince nebo stolu,
- rychlost mletí je obvykle menší než u elektrických mlýnků.

Elektrické mlýnky (mlýnky s pohonem elektromotorem):
- usnadňují práci, mletí je bez fyzické námahy,
- obsluha a údržba je složitější než u ručních mlýnků,
- mají širší možnosti použití díky rozsáhlejšímu příslušenství,
- nemusí se upínat ke kuchyňské lince nebo stolu,
- rychlost mletí je obvykle 1 až 2 kg masa za minutu.

## Ruční mlýnky

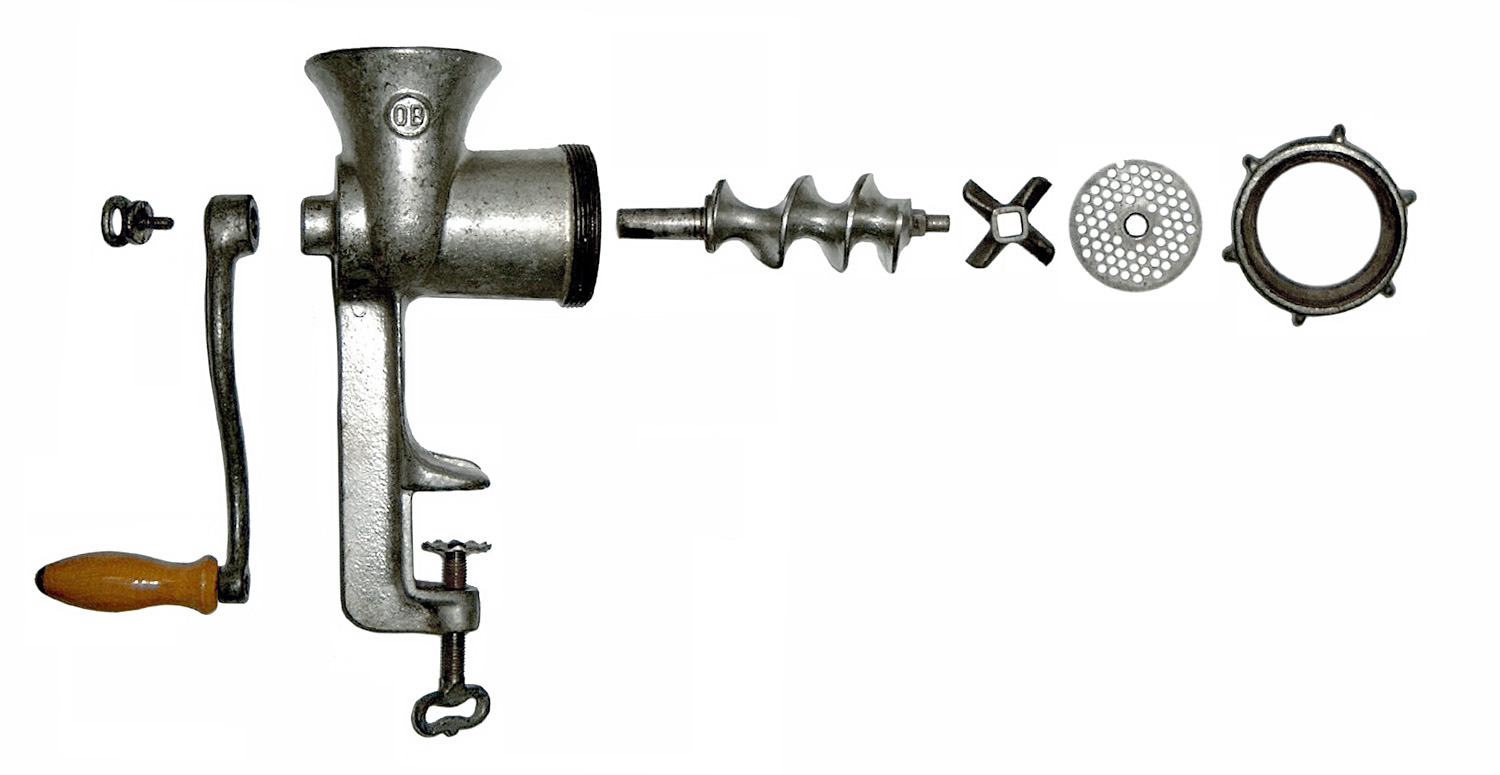
Rozložený ruční mlýnek

Ruční mlýnky na maso s pohonem klikou jsou obvykle litinové nebo z nerezové oceli, ale mohou být vyrobeny i z tvrdé hliníkové slitiny (leštěný odlitek). Princip činnosti ručního mlýnku je jednoduchý. Do prostoru pro vkládání potravin v horní části mlýnku se umístí maso, které se po zatlačení pěchovadlem dostane do bezprostřední blízkosti protlačovacího šneku. Rotujícím šnekem je maso dopraveno k nožům na konci hřídele, kde je rozřezáno a tlačeno přes průtlačnou destičku (matrici, hovorově "šajbu") ven z mlýnku, obvykle do předem připravené nádoby. Průměr otvorů v průtlačné destičce bývá nejčastěji 5 mm nebo 8 mm.
K ručním mlýnkům se mohou upevnit různé nástavce, takže se mlýnek dá použít např. i na mletí ořechů, přípravu strouhanky nebo jako odšťavňovač, popř. „tvořítko“ na cukroví. Obvykle jej lze mýt v myčce na nádobí.
Důležitá je konstrukce upevňovacího mechanismu. Běžně používaný systém se šroubem při utažení někdy poškozuje dolní stranu desky, ke které je mlýnek připevněn. Může ale dojít i k poškození horní strany desky následkem silného utažení nebo v důsledku pohybů mlýnku při otáčení klikou.

## Elektrické mlýnky
Elektrické mlýnky na maso mívají obvykle tělo z plastu a některé kovové díly. Kvalitnější mlýnky jsou celokovové konstrukce s nerezovým tělem, popř. dalšími díly z nerezové oceli. Násypka je plastová nebo nerezová. Kvůli tepelné odolnosti je vhodným plastem polykarbonát. Pěchovadlo (tlačný kolík) bývá plastový. Konstrukce elektrického mlýnku může být odlišná od ručního. Základem je opět šnek, ale uspořádání a umístění nožů se někdy liší a může být složitější.
K mlýnku bývají přibaleny dva nebo tři protlačovací kotouče s různými průměry otvorů. Průměr otvorů určuje, zdali bude maso umleto jemně či hrubě a obvykle bývá v rozmezí 3 až 8 mm. U některých mlýnků lze hrubost mletí nastavovat v daném rozmezí v podstatě plynule. Někdy má mlýnek i možnost regulace otáček.
Většina mlýnků je vybavena řeznickým plničem párků, jitrnic a klobás. Dále bývají mlýnky někdy vybaveny nástavcem na krájení slaniny, nástavcem na lisování ovoce a výrobu stříkaného pečiva, nástavcem na protlačování těstovin, nástavci k tření brambor, k trhání, plátkování, kostkování, přídavným struhadlem na oříšky, apod. Některé typy mlýnků na maso umožňují též drcení ledu. K mlýnkům je často přibalen i čistič. Elektromotor u kuchyňských mlýnků mívá obvykle příkon 300 až 2000 W.

## Dobrý elektrický mlýnek
Dobrý elektrický mlýnek by měl v každém případě mít:
- protiskluzové nožky, pásky či gumové přísavky, což zajistí, že stroj při práci nebude klouzat,
- možnost zpětného chodu (reverze), pro případ zaseknutí mlýnku,
- pojistku, která zastaví chod mlýnku při přetížení motoru,
- mlecí nůž a kotouče vyrobené z odolné oceli,
- možnost mytí dílců v myčce na nádobí,
- solidní kovovou konstrukci,
- tichý chod.

## Řezače masa pro gastronomické provozy apro průmysl

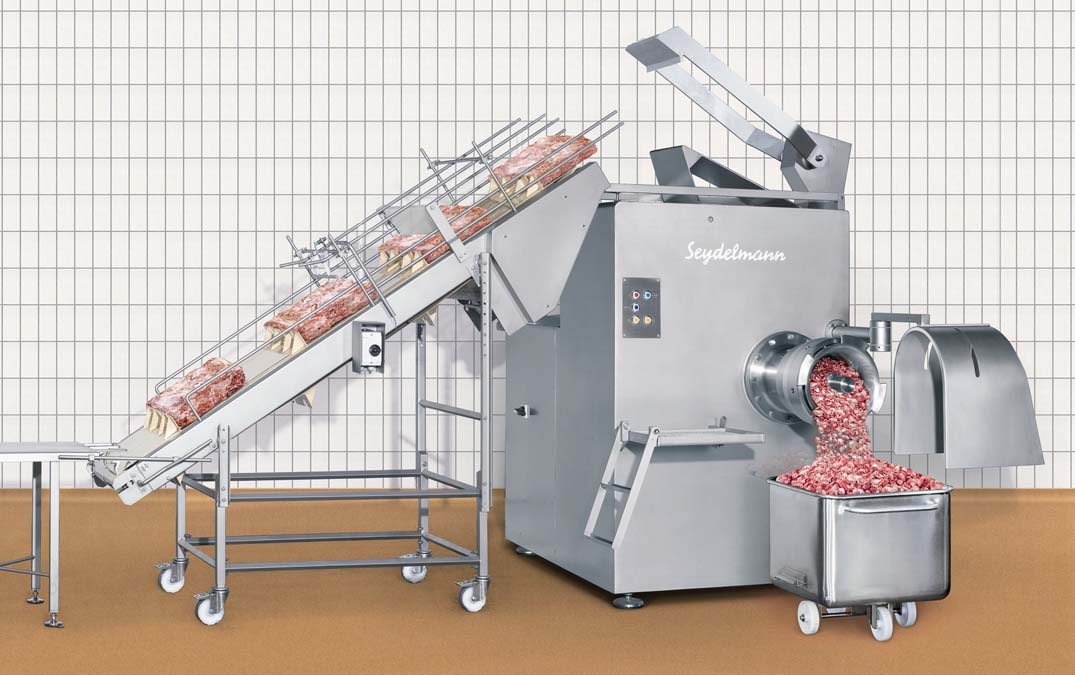
Řezač masa většího výkonu

Mívají obvykle větší výkon motoru a robustní celokovovou konstrukci s řadou dílů z nerezové oceli. Bývají vybaveny převodovkou s olejovou lázní. Chrání zpracovávaný produkt před zahřátím. Bývá u nich zajištěno automatické ostření nožů („samoostřící“ nože).
Některé řezače mají kolečka pro snadnější přesun na jiné místo. Také nádoby pro výsledný produkt bývají opatřeny kolečky nebo jsou umístěny na vozíku. Výkon může činit stovky kilogramů mletého masa za hodinu nebo i více.

## Poznámka
Mletí masa a další výše popsané činnosti se pochopitelně dají provádět i prostřednictvím kuchyňských robotů, které mívají v příslušenství přídavné strojky jako mlýnek na maso, lis na ovoce, makomlýnek s regulací hrubosti mletí apod.